# Lee Stecklein
Lee Ethel Stecklein (* 23. April 1994 in Saint Paul, Minnesota) ist eine US-amerikanische Eishockeyspielerin, die seit 2023 für die Minnesota Frost in der Professional Women’s Hockey League (PWHL) auf der Position des Verteidigers spielt. Stecklein ist seit 2013 Mitglied der Frauen-Eishockeynationalmannschaft der Vereinigten Staaten und mehrfache Weltmeisterin sowie Olympiasiegerin.

## Karriere
Stecklein spielte während ihrer Highschool-Zeit zwischen 2008 und 2012 an der Roseville Area High School. In diesem Zeitraum nahm die Verteidigerin in den Jahren 2011 und 2012 an der U18-Frauen-Weltmeisterschaft teil. Dort gewann sie jeweils eine Gold- und Silbermedaille. Zum Schuljahr 2012/13 begann Stecklein ihr Studium an der University of Minnesota. In den folgenden fünf Jahren spielte sie parallel dazu für das Universitätsteam in der Western Collegiate Hockey Association, einer Division im Spielbetrieb der National Collegiate Athletic Association. Mit der Mannschaft gewann sie am Ende ihres Rookiespieljahres gleich die national Collegemeisterschaft der NCAA. Im selben Spieljahr debütierte die Abwehrspielerin für die Frauen-Eishockeynationalmannschaft der Vereinigten Staaten und gewann bei der Weltmeisterschaft 2013 ihre erste Goldmedaille.

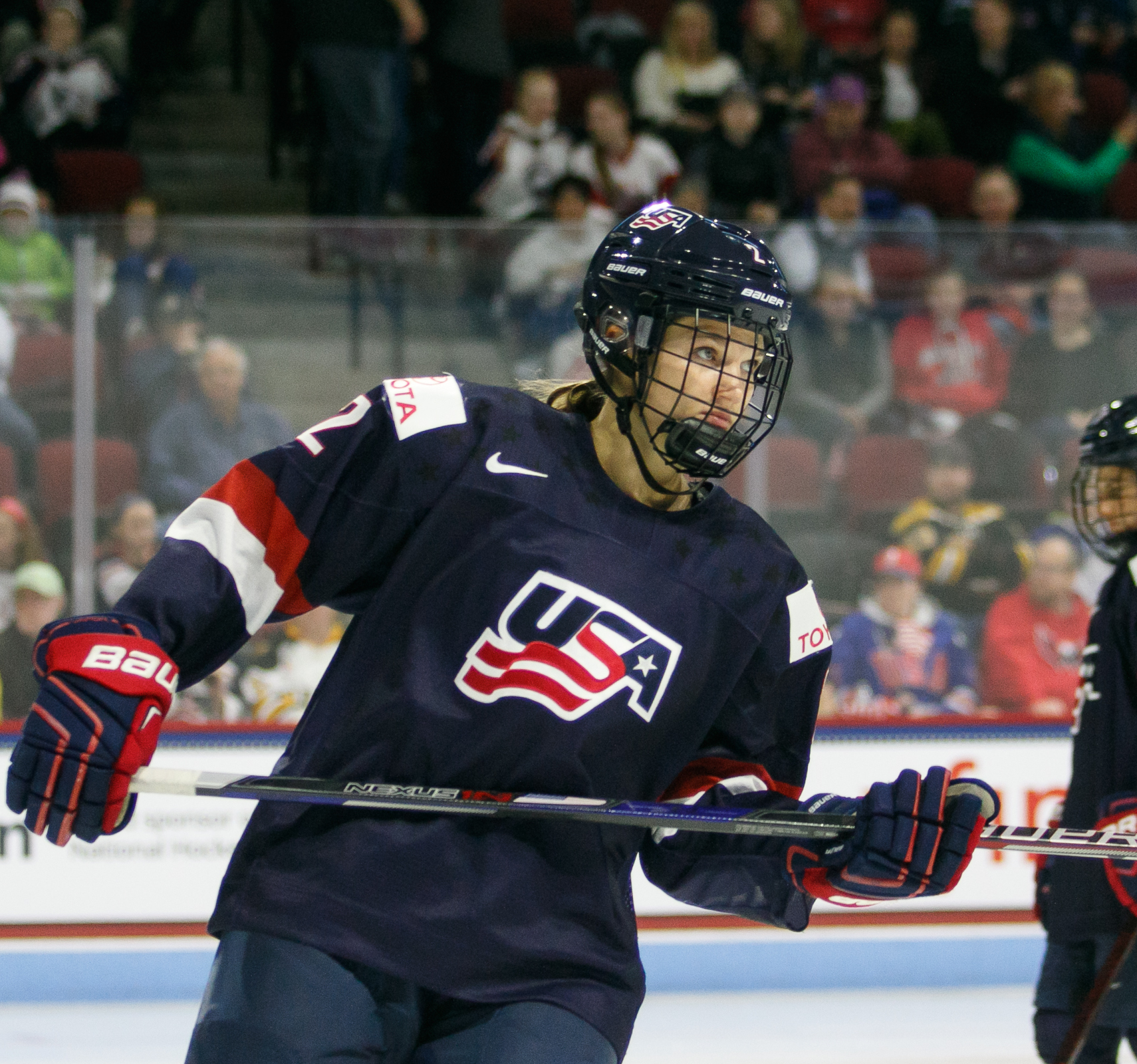
Lee Stecklein im Nationaltrikot (2017)

Aufgrund ihrer Leistungen setzte Stecklein im Folgejahr ihr Studium aus und wechselte in den US-amerikanischen Eishockeyverband USA Hockey, um sich mit der Mannschaft auf die Olympischen Winterspiele 2014 in Sotschi vorzubereiten. Dort gewann sie mit den US-Girls die Silbermedaille. Anschließend kehrte sie an die University of Minnesota zurück, mit der sie in den Jahren 2015 und 2016 erneut den Landesmeistertitel erringen konnte. Dazu gesellten sich bei den Welttitelkämpfen 2015, 2016 und 2017 ihre Weltmeistertitel zwei bis vier.
Zur Saison 2017/18 hatte die Defensivakteurin ihr Studium erfolgreich abgeschlossen und ließ sich daraufhin erneut von USA Hockey rekrutieren, um sich auf die Olympischen Winterspiele 2018 in Pyeongchang vorzubereiten, bei denen sie die Goldmedaille gewann. Sie verzichtete damit zunächst auf ihr Profidebüt in der National Women’s Hockey League, in deren Draft im Jahr 2016 sie an zweiter Gesamtstelle von den Buffalo Beauts ausgewählt worden war. Schließlich wechselte sie zur Saison 2018/19 in die NWHL, allerdings zu den Minnesota Whitecaps. Mit den Whitecaps gewann sie am Saisonende den Isobel Cup, die Meisterschaftstrophäe der Liga. Wenige Wochen später gewann sie mit der US-Nationalmannschaft bei der Weltmeisterschaft 2019 abermalig den Weltmeistertitel.
Zwischen 2019 und 2023 lief Stecklein bei Promotionsspielen für die PWHPA auf, zudem bereitete sie sich erneut mit der Nationalmannschaft zentralisiert auf die Olympischen Winterspiele 2022 vor, bei denen sie die Silbermedaille gewann. Eine weitere Silbermedaille folgte bei der Weltmeisterschaft 2022 sowie ein weiterer Weltmeistertitel beim Turnier ein Jahr später.
Im Jahr 2023 wurde aus der PWHPA heraus die Professional Women’s Hockey League gegründet. Stecklein gehörte im September 2023 zu den ersten Spielerinnen, die einen PWHL-Vertrag erhielten, als sie für drei Jahre vom Team PWHL Minnesota verpflichtet wurde.

## Erfolge und Auszeichnungen
| - 2013 WCHA-Meisterschaft mit der University of Minnesota - 2013 NCAA-Division-I-Championship mit der University of Minnesota - 2015 NCAA-Division-I-Championship mit der University of Minnesota - 2016 NCAA-Division-I-Championship mit der University of Minnesota | - 2019 Teilnahme am NWHL All-Star Game - 2019 Isobel-Cup-Gewinn mit den Minnesota Whitecaps - 2019 Most Valuable Player der NWHL-Playoffs - 2024 Walter-Cup-Gewinn mit den Minnesota Frost - 2025 Walter-Cup-Gewinn mit den Minnesota Frost |

### International
| - 2011 Goldmedaille bei der U18-Frauen-Weltmeisterschaft - 2012 Silbermedaille bei der U18-Frauen-Weltmeisterschaft - 2013 Goldmedaille bei der Weltmeisterschaft - 2014 Silbermedaille bei den Olympischen Winterspielen - 2015 Goldmedaille bei der Weltmeisterschaft - 2016 Goldmedaille bei der Weltmeisterschaft - 2017 Goldmedaille bei der Weltmeisterschaft - 2018 Goldmedaille bei den Olympischen Winterspielen | - 2019 Goldmedaille bei der Weltmeisterschaft - 2021 Silbermedaille bei der Weltmeisterschaft - 2021 All-Star Team und beste Verteidigerin der Weltmeisterschaft - 2022 Silbermedaille bei den Olympischen Winterspielen - 2022 Silbermedaille bei der Weltmeisterschaft - 2023 Goldmedaille bei der Weltmeisterschaft - 2025 Goldmedaille bei der Weltmeisterschaft |

## Karrierestatistik

### International
Vertrat die USA bei:
| - U18-Frauen-Weltmeisterschaft 2011 - U18-Frauen-Weltmeisterschaft 2012 - Weltmeisterschaft 2013 - Olympischen Winterspielen 2014 - Weltmeisterschaft 2015 - Weltmeisterschaft 2016 - Weltmeisterschaft 2017 | - Olympischen Winterspielen 2018 - Weltmeisterschaft 2019 - Weltmeisterschaft 2021 - Olympischen Winterspielen 2022 - Weltmeisterschaft 2022 - Weltmeisterschaft 2023 |

(Legende zur Spielerstatistik: Sp oder GP = absolvierte Spiele; T oder G = erzielte Tore; V oder A = erzielte Assists; Pkt oder Pts = erzielte Scorerpunkte; SM oder PIM = erhaltene Strafminuten; +/− = Plus/Minus-Bilanz; PP = erzielte Überzahltore; SH = erzielte Unterzahltore; GW = erzielte Siegtore; 1 Play-downs/Relegation; Kursiv: Statistik nicht vollständig)